# Natales
Natales è un comune del Cile, situato nella regione di Magellano e dell'Antartide Cilena e nella provincia di Última Esperanza.